# Léopold Sabatier
Léopold Sabatier (1877 – 1936) là một nhà nghiên cứu văn hóa, chính khách - viên chức quản lý của Đế quốc thực dân Pháp tại Liên bang Đông Dương, ông từng là Công sứ tại Darlac (Đắk Lắk) và là công dân địa phương này từ 1914 đến 1926, sau thời gian làm việc tạm thời tại Kon tum.
Ông là người góp phần bảo tồn văn hóa, sử thi và phát triển chữ viết cho đồng bào thiểu số tại Đắk Lắk. Sabatier có chủ trương cứng rắn chỉ cho người bản địa khai thác, phát triển kinh tế Tây Nguyên, việc này chống lại lợi ý của giới tư bản Pháp, khiến ông bị kiện và bị sa thải.

## Tiểu sử
Léopold Sabatier sinh năm 1877 tại Grignan, tỉnh Drôme, Pháp. Ông tự bỏ tiền sang Đông Dương và được bổ nhiệm là công chức hạng 3 tại đây, ông hầu như không nghỉ phép và là người ngoại quốc duy nhất giữa 150.000 người bản địa, cùng họ xây đắp 600 km đường, trường học, bệnh xá.
Sabatier được cho là có quan hệ với một số phụ nữ Êđê. Ngoài ra còn có một phụ nữ người Jrai tại Buôn Đôn tên là Sao Nhuôn, họ từng đóng cặp vai Hơ Nhị và Đam San trong vở kịch sử thi. Con gái của họ là H'ni (tên Pháp: Annie) sinh năm 1923. Sau này cô cũng theo ông về Pháp.
Sabatier mất tại Montsaunès tỉnh Haute Garonne (gần Salies-du-Salat) vào ngày 28 tháng 1 năm 1936.

## Sự nghiệp

### Hoạt động chính trị
Sau 3 năm sinh sống ở Kon tum, năm 1914, Leopold Sabatier nhận chức Đại biện ở huyện lị Đắk Lắk. Năm 1923, Đắk Lắk được nâng lên thành tỉnh, Sabatier làm công sứ (tỉnh trưởng) và cho xây dựng Toà đại lý Quận trưởng, nay là di tích lịch sử - văn hoá Biệt điện Bảo Đại, thành phố Buôn Ma Thuột, tỉnh Đắk Lắk. Sabatier bắt đầu với việc bản thân học và nói sõi tiếng tiếng Ê Đê.
Sabatier một mặt chống phá cách mạng, mặt khác ngăn cản giới tư bản người Pháp và người Kinh đến khai thác Đắk Lắk với chủ trương cực đoan “đất Tây Nguyên của người Tây Nguyên”. Năm 1923, Sabatier đã ra lệnh tuyệt cấm người Kinh lên lập nghiệp ở Đắk Lắk rồi vận động khâm sứ Trung Kỳ là Pierre Pasquier áp dụng chung chính sách này cho toàn cao nguyên Trung phần. Quyết định là một phần nguyên nhân gây chia rẽ giữa người Thượng và người Kinh trong thời gian sau đó và trong thời kỳ Chiến tranh Việt Nam.
Đầu năm 1926, ông tổ chức một Hội nghị tại địa phương, Hội nghị này đưa ra kết luận rằng người Kinh là nhóm người đặc biệt nguy hiếm với các dân tộc bản xứ và bị cấm cư trú tại địa phương. Nhưng bị cách chức 4 tháng sau đó, buộc phải viết đơn từ chức và trở về Pháp với lý do nghỉ phép chính trị. Sabatier quay lại Tây Nguyễn làm Thanh tra Hành chính vào năm 1928 nhưng đã bỏ việc để trở về Pháp năm 1931 vì nhận thấy các chính sách của mình không còn được chính phủ bảo tồn.

### Hoạt động văn hóa
Thời gian đầu sinh sống ở Kon Tum, ông đã nghi ngờ về ảnh hưởng của các nhà truyền giáo và đã từng có tranh chấp với các nhà truyền giáo này khi họ cưỡng ép để thực thi các điều luật hay cải đạo người dân bản địa sang Công giáo.
Sabatier đã sưu tầm, dịch và công bố sử thi Đam San với hai lần in, lần đầu bằng tiếng Pháp ở Paris năm 1927, lần sau ở Hà Nội năm 1933.
Dưới sự quản lí của Sabatier tại Đắk Lắk, Trường Franco-Rhadé được mở và có những nỗ lực tạo ra bảng chữ cái cho tiếng Ê Đê.  Ông là người mở đầu việc sưu tầm, dịch và công bố luật tục Êđê. Năm 1923, một tòa án Ê Đê được thành lập, kết hợp các yếu tố của luật tục Ê Đê. Từ đó, nhiều luật tục của các dân tộc Tây Nguyên khác cũng được công bố. Bản in luật tục phát hành năm 1927 đã bị Thực dân Pháp thu hồi nhằm tránh ảnh hưởng đến lợi ích của họ, tuy nhiên cuốn sách lại được tái bản vào năm 1940.

## Ghi nhận
Sabatier bị giới thương mại chỉ trích vì chính sách đẩy lợi ích kinh doanh của họ ra khỏi Đắk Lắk.
Năm 2025, Đài Phát thanh – Truyền hình Đắk Lắk đã làm một phóng sự về những đóng góp của ông với văn hóa của tỉnh với tựa đề Sử thi Dam Săn và Công Sứ Sabatier.
Về việc Sabatier bị chế độ Thực dân Pháp sa thải, báo Đắk Lắk điện tử ngày 25 tháng 5 năm 2021 có đăng tải bài viết “Vì sao công sứ L.Sabatier phải rời khỏi Đắk Lắk năm 1926?” của tác giả Nguyễn Quang Tuệ, trong đó trích dẫn sách “Lịch sử Đảng bộ tỉnh Đắk Lắk (1930-2020)” rằng Sabatier là kẻ cai trị gian ác. Phong trào đấu tranh mạnh mẽ của dân địa phương đã buộc thực dân Pháp phải điều Sabatier đi nơi khác.
Sabatier có thể là nạn nhân của một chiến dịch vu khống khiến ông phải bỏ việc và phải trở về Pháp để bảo vệ danh dự trong một vụ kiện liên quan đến ông vào ngày 18 tháng 3 năm 1927 trước Quốc hội Pháp.